# Micado
|  | Per a altres significats, vegeu «Bastonets xinesos». |

|  | Per a altres significats, vegeu «Mikado (desambiguació)». |

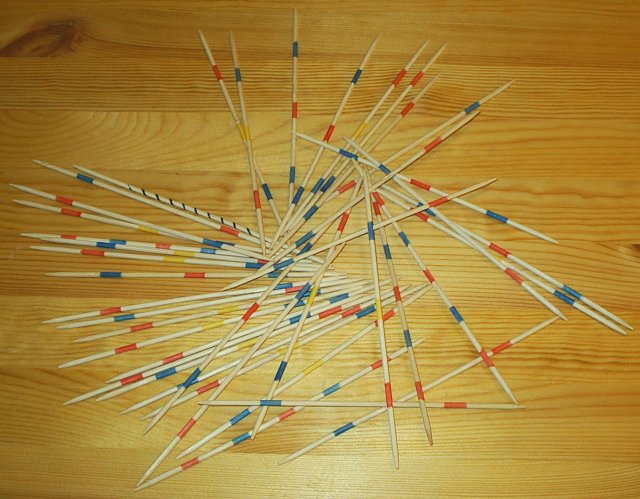
Una partida de micado

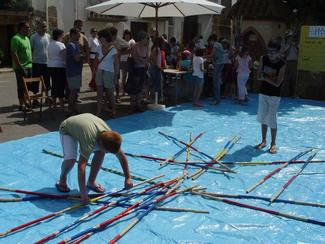
El micado gegant de la Cabanyada de l'Empordà 2006

El micado o bastonets xinesos és un joc de destresa, que recalca sobretot l'habilitat del control de moviments de la mà, motricitat fina, i coordinació ull-mà. Per a guanyar el joc, hom les ha d'anar llevant d'una en una sense fer-ne remoure cap de les de sota.
Té un equivalent a Catalunya, les canyetes, joc que es fa amb 48 esberles de canya de mig pam de llargària, de les quals n'hi ha tres que s'anomenen respectivament el rei, la reina i el botxí. S'agafen totes quaranta-vuit entre els dits polze i senyalador de la mà dreta, i es deixen caure de manera que restin entravessades les unes al cim de les altres.
Consisteix en un feix de peces primes, de colors i línies dretes; són d'aproximadament 20 centímetres de llarg i d'un gruix cilíndric d'aproximadament 5 mil·límetres més o menys de diàmetre cadascuna de les vares, això també depèn del fabricant. Comunament són de bambú i d'altres materials.

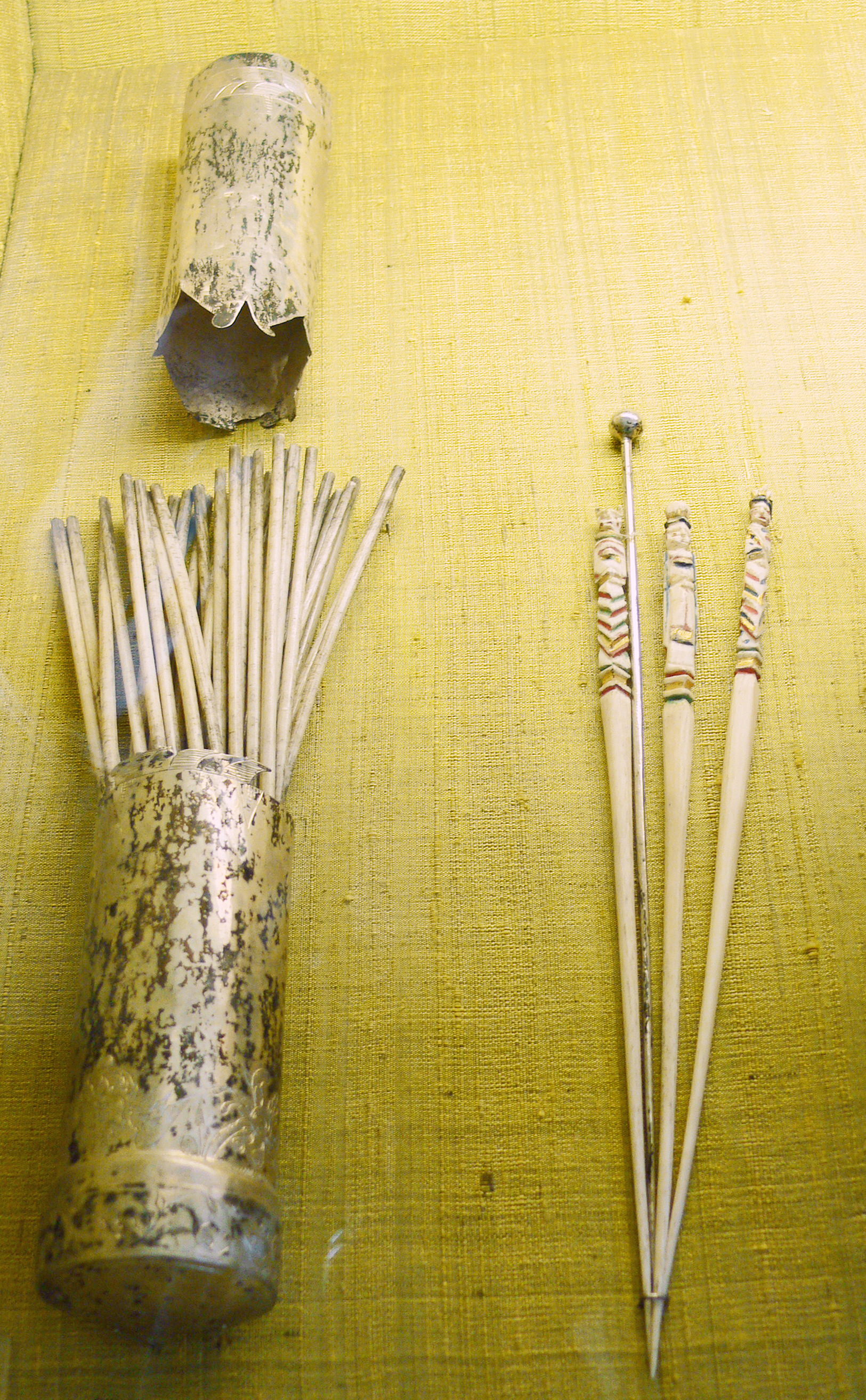
Joc del micado del segle XVII

Els bastonets són de colors comunes: vermell, verd, groc i blau, i de tots els bastonets, solament un çn'és de color negra, o en alguns casos blanca; aquest bastonet és únic i important en el joc. A part del bastonet negre (o blanc), els altres bastonets de colors són de quantitats diverses, i tenen valors de punts diferents segons una color o una altra; essent, per tant, el de més valor el bastonet únic.

## Història
Semblaria que una descripció del joc de micado aparegui en escrits budistes del segle v aC. Es tracta certament d'un joc ancestral, i la senzillesa va permetre la seva expansió en diverses civilitzacions, amb variants múltiples.
En el segle xix ja apareix a Europa amb el nom de bastonets. Els bastonets duien a les seves extremitats dels símbols similars als jocs de cartes (rei, reina, cavall, sota).

## El joc
Dos, tres o quatre jugadors poden participar, i en el joc guanya qui acumuli més punts, o qui arribi a certa quantitat determinada de punts.
El joc s'inicia amb un jugador prenent el feix de vares amb seva mà o mans, i permetent que les puntes toquin la superfície, dura, horitzontal, llisa i plana on es va a jugar. De seguida, es solta el conjunt de bastonets i es deixa que caiguin a l'atzar. Després que tot moviment hagi acabat, el següent és col·lectar peça per peça així, totes les possibles, això sense permetre cap moviment d'un altre o altres dels bastonets que no sigui el que hom vol agafar; un sol jugador per cada intent.
Solament el bastonet recollit pot ser en moviment; si un altre o altres dels bastonets són moguts, intencionadament o no, per algun altre bastonet, o per la mà del jugador, o si es detectés algun moviment distret sobre els bastonets per part del jugador, el seu torn s'acabarà i el següent participant provarà de recollir els bastonets.
En una variació del joc, el bastonet negre (o blanc) és permès a ser utilitzat com una eina auxiliar a rescatar altres bastonets.

## Colors
En algunes versions del joc cada bastonet té un valor associat, que se sap pel codi de colors que porta.
| Nom                                | Codi de colors                            | Valor | Quantitat | Total   |  |
| ---------------------------------- | ----------------------------------------- | ----- | --------- | ------- |  |
| micado                             | línia blava en espiral (o bastonet negre) | 20    | 1         |         |  |
| Mandarí                            | blau-vermell-blau                         | 10    | 5         |         |  |
| Bonzen (jap. bōzu / Bonze)         | vermell-blau-vermell-blau-vermell         | 5     | 5         |         |  |
| Samurai                            | vermell-groc-blau                         | 3     | 15        |         |  |
| Kuli (xin. guli per "treballador") | vermell-blau                              | 2     | 15        |         |  |
|                                    |                                           |       |           | 41 pals |  |